# فرهنگستان علوم مجارستان

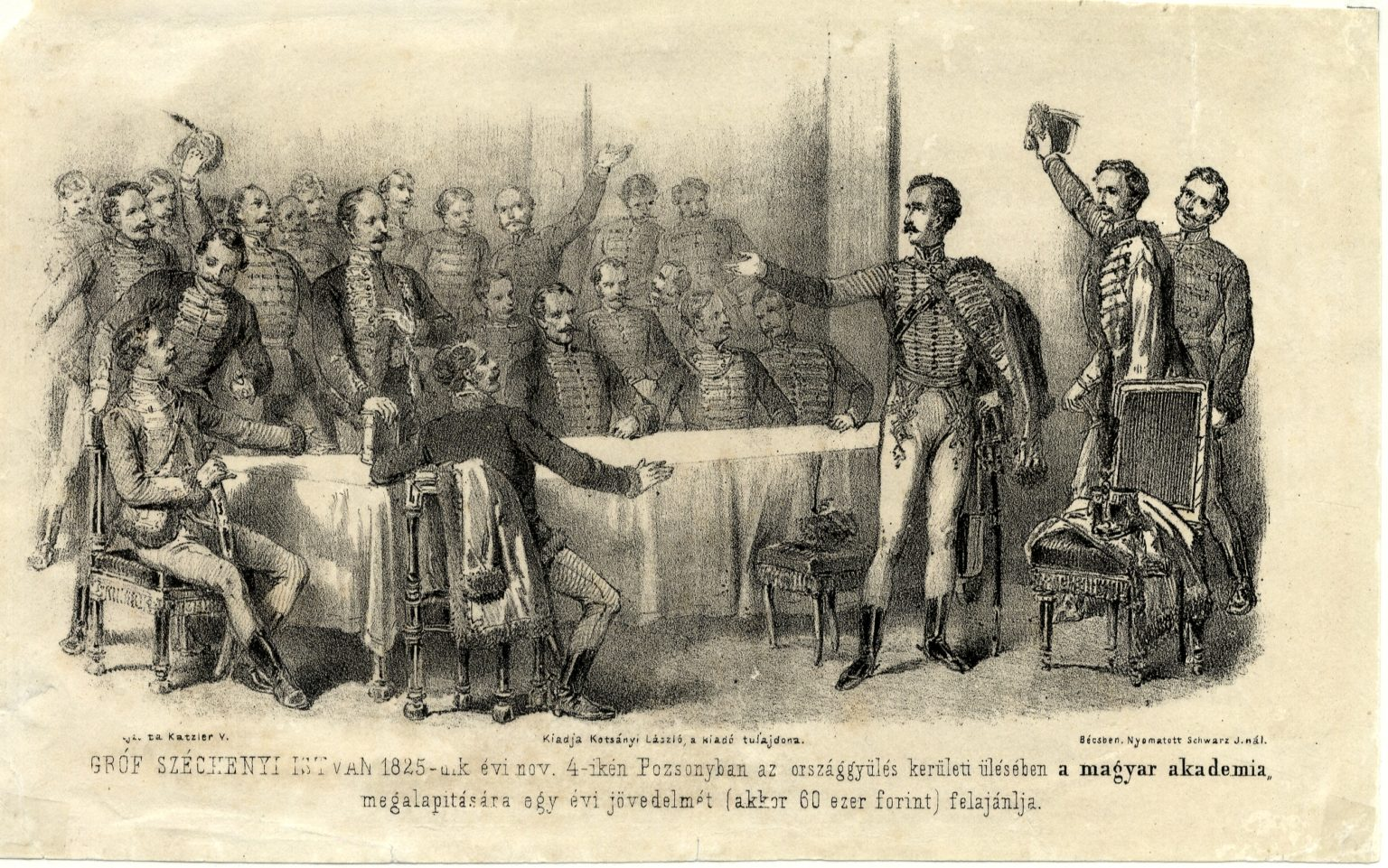
کنت سچنیی درآمد یک سال خود، ۶۰٬۰۰۰ فورینت را برای ایجاد فرهنگستان علوم اهدا کرد.

فرهنگستان علوم مجارستان یا آکادمی علوم مجارستان (به مجاری: Magyar Tudományos Akadémia - MTA) مهم‌ترین و معتبرترین مرکز آموزشی در کشور مجارستان در شهر بوداپست است. اهداف اصلی آن اعتلای علم، انتشار یافته‌های علمی، حمایت از تحقیق و توسعه و ارائهٔ علوم مجارستان در داخل و سراسر جهان است.

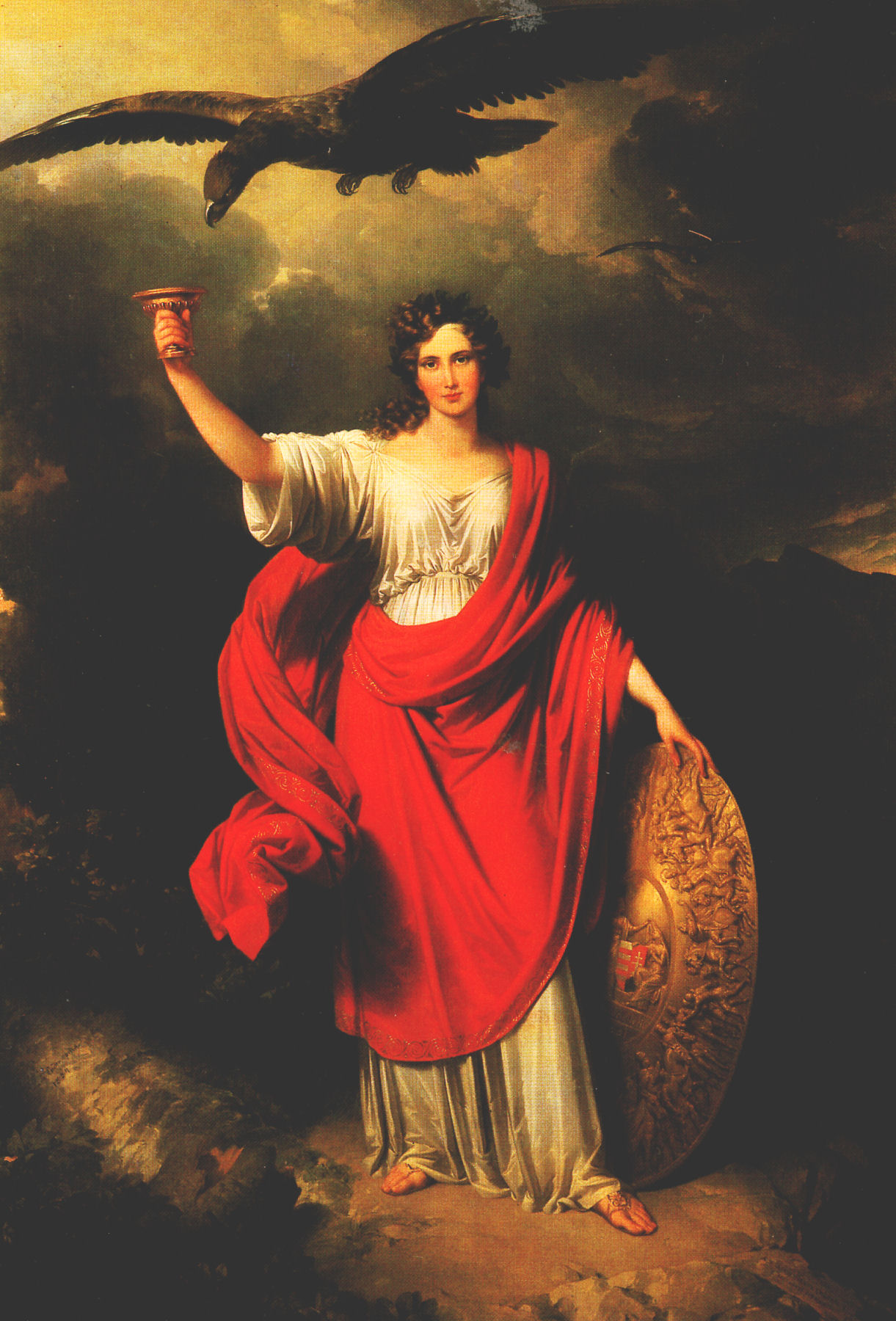
نماد فرهنگستان علوم مجارستان، اثر یوهان اِندِر نقاش اتریشی.

## تاریخچه
این فرهنگستان در سال ۱۸۲۵ با حمایت مالی ایشتوان سِچِنْیی و چند نمایندهٔ دیت (مجلس شورا) پوژونْی (اکنون براتیسلاوا) تأسیس گردید که ابتدا مکانی برای گردهمایی افراد تحصیل‌کرده بود ولی در سال‌های بعدی به صورت مرکز آموزش و مطالعات زبان مجاری درآمد. نام کنونی فرهنگستان را در سال ۱۸۴۵ بر آن نهادند. ساختمان مرکزی فرهنگستان نیز با معماری فردریش آگوست شتولر به سبک رنسانس در ۱۸۶۵ افتتاح شد.

## رشته‌ها و انجمن‌های علمی
- گروه زبان‌شناسی و مطالعات ادبی
- گروه فلسفه و مطالعات تاریخی
- گروه علوم ریاضی
- گروه علوم باستان‌شناسی
- گروه علوم پزشکی
- گروه علوم فنی
- گروه علوم شیمیایی
- گروه علوم زیست‌شناسی
- گروه علوم اقتصاد
- گروه علوم زمین‌شناسی
- گروه علوم فیزیک

## ریاست
| ۱  | یوژف تلکی            | ۱۷ نوامبر ۱۸۳۰ – ۱۵ فوریه ۱۸۵۵   |
| ۲  | اِمیل دِژوفی           | ۱۷ آوریل ۱۸۵۵ – ۱۰ ژانویه ۱۸۶۶   |
| ۳  | یوژف اوتووش          | ۱۸ مارس ۱۸۶۶ – ۲ فوریه ۱۸۷۱      |
| ۴  | مِنیهِرت لونیایی       | ۱۷ مه ۱۸۷۱ – ۳ نوامبر ۱۸۸۴       |
| ۵  | اَگوشتون ترِفورت       | ۲۸ مه ۱۸۸۵ – ۲۲ اوت ۱۸۸۸         |
| ۶  | لوراند اتووش         | ۳ مه ۱۸۸۹ – ۵ اکتبر ۱۹۰۵         |
| ۷  | بِرزِویتسی آلبرت       | ۲۷ نوامبر ۱۹۰۵ – ۲۲ مارس ۱۹۳۶    |
| ۸  | آرشیدوک یوزف آئوگوست | ۲۲ مارس ۱۹۳۶ – اکتبر ۱۹۴۴        |
| ۹  | دیولا کورنیش         | ۷ مارس ۱۹۴۵ – ۲۹ اکتبر ۱۹۴۵      |
| ۱۰ | دیولا مور            | اکتبر ۲۹، ۱۹۴۵ – ژوئیه ۲۴، ۱۹۴۶  |
| ۱۱ | زلتان کدای           | ژوئیه ۲۴، ۱۹۴۶ – نوامبر ۲۹، ۱۹۴۹ |
| ۱۲ | ایشتوان روسنیاک      | ۲۹ نوامبر ۱۹۴۹ – ۵ فوریه ۱۹۷۰    |
| ۱۳ | تیبور اِردِی-گروز      | ۵ فوریه ۱۹۷۰ – ۱۶ اوت ۱۹۷۶       |
| ۱۴ | یانوش سِنت‌آگوتائی     | ۲۶ اکتبر ۱۹۷۶ – ۱۰ مه ۱۹۸۵       |
| ۱۵ | ایوان تیبور بِرِند     | ۱۰ مه ۱۹۸۵ – ۲۴ مه ۱۹۹۰          |
| ۱۶ | دوموکوش کوشاری       | ۲۴ مه ۱۹۹۰ – ۹ مه ۱۹۹۶           |
| ۱۷ | فرنتس گلاتس          | ۹ مه ۱۹۹۶ – ۴ مه ۲۰۰۲            |
| ۱۸ | سیلوستر اِلِک ویزی     | ۵ مه ۲۰۰۲ – ۶ مه ۲۰۰۸            |
| ۱۹ | یوژف پالینکاش        | ۶ مه ۲۰۰۸ – ۶ مه ۲۰۱۴            |
| ۲۰ | لاسلو لوواس          | ۶ مه ۲۰۱۴ – ۳۱ ژوئیه ۲۰۲۰        |
| ۲۱ | تاماش فرویند         | ۱ اوت ۲۰۲۰ – اکنون               |